# Lago de Valle Chew
El Lago del Valle Chew  (Inglés: Chew Valley Lake) es un gran embalse en el Valle Chew en Somerset, Inglaterra. Este lago es el quinto lago artificial más grande del Reino Unido, siendo el más grande del suroeste de Inglaterra. Ocupa un área 4.9 km². El lago fue creado en la década de los 50, siendo inaugurado por Isabel II en 1956. Sus aguas son utilizadas para proveer de agua potable a la ciudad de Bristol y alrededores así como para controlar el caudal del río Chew. El lago se nutre del agua de las Mendip Hills.
Antes de la creación del lago se llevaron a cabo investigaciones arqueológicas que demostraron que la zona había sido habitada desde el neolítico hasta la ocupación romana. El lago es muy importante por su vida avícola y por ello ha sido declarado sitio de interés científico especial (SSSI en sus siglas en inglés) y Zona de especial protección para las aves (SPA). Es un centro nacional para la observación de aves, debido a que en él habitan más de 260 especies de entre las que se encuentran colonias estables y colonias migratorias. La flora y fauna de la zona compone los varios hábitats de la zona. 
La autoridad gestora del lago, Bristol Water permite el uso recreativo del lago, siendo las actividades de ocio más comunes la navegación a vela y la pesca de truchas. 

## Localización
El lago se encuentra en el valle homónimo, al norte de las Mendip Hills. Está rodeado por zonas pantanosas y bosques. Las localidades más próximas son Chew Stoke, Chew Magna y Bishop Sutton. Cuando se construyó en los años 50, se inundaron 4.9 km² con 20.000.000 m³ de agua procedente de las Mendip Hills. El lago es poco profundo, con una profundidad media de 4 metros y máxima de 11 metros. El lago se alimenta de varios ríos y riachuelos, vertiendo sus aguas en el río Chew que fluye hacia el río Avon para luego desembocar en el mar. La zona más profunda del lago se encuentra cercana al dique muy cerca de las compuertas, en esta parte se registran profundidades medias de 6 metros. El lago posee una isla, la denominada "Denny Island", cubierta de bosques y que proporciona un refugio a la vida salvaje. 
El lago es propiedad de la compañía Bristol Water, que fue creada en 1956 cuando la demanda de agua de la ciudad de Bristol era demasiada para el Blagdon Lake. Trabajando en colaboración con la Fundación para la vida salvaje Avon y la Fundación para la vida salvaje Somerset, Bristol Water ha introducido especies amenazadas en la zona con el fin de crear un refugio para la vida salvaje en el lago. También se han acondicionado senderos para los visitantes. 
En los alrededores del lago se encuentran dos zonas de picnic, convenientemente señalizadas. En ellas se encuentra una tetería con mesas tanto dentro como fuera del edificio así como un centro de información turística. También existen tiendas de suvenir y galerías de arte. and two nature trails. The Grebe Trail Todos los senderos, que tienen una extensión total de 1.2 km, están adaptados para los peatones, para carritos de bebés y sillas de ruedas. El sendero Bittern se alcanza a través del sendero Grebe para lo cual al que atravesar el puente peatonal que discurre sobre Hollow Brook. Es un camino sin asfaltar. Este sendero recorre la ribera este del lago, atravesando un refugio avícola y retornando a la zona de pícnic a través del puente peatonal. El total del recorrido es de 1.5 km. Bristol Water mantiene una serie de restricciones a los visitantes especialmente referidas a las zonas donde está permitido el acceso de perros y las que no.

## Accesos y Transportes
El acceso al agua está restringido en muchos puntos para reducir las molestias a la vida salvaje. Los senderos alrededor del lago son llanos normalmente y al estar casi todos ellos asfaltados, permiten el acceso a sillas de ruedas. 
Se recomienda que los visitantes utilicen el transporte público para acceder a la zona aunque la mayoría accede con su vehículo propio debido a los grandes aparcamientos que existen. La ruta de autobús 672/674 "Chew Valley Explorer"  (explorador de Valle Chew) accede a la zona del lago.
En 2002  se creó un carril-bici de 3 kilómetros en el margen occidental del lago. Este sendero forma parte de la red nacional de carril bici. No obstante, los ciclistas también pueden usar los demás senderos que rodean al lado.  
El Aeropuerto Internacional de Bristol se encuentra a 15 km de distancia. La autopista más cercana es la A368 que pasa por la zona sur del lago y discurre hasta Bath y Weston super Mare. La A37 y A38, que permiten el acceso desde Bristol se encuentran un poco más alejadas. En el centro de visitantes y en el Refugio Woodford se puede aparcar el coche. También existen pequeños aparcamientos en otros puntos del lago aunque para acceder a algunos de ellos hace falta un permiso de pesca.

## Historia

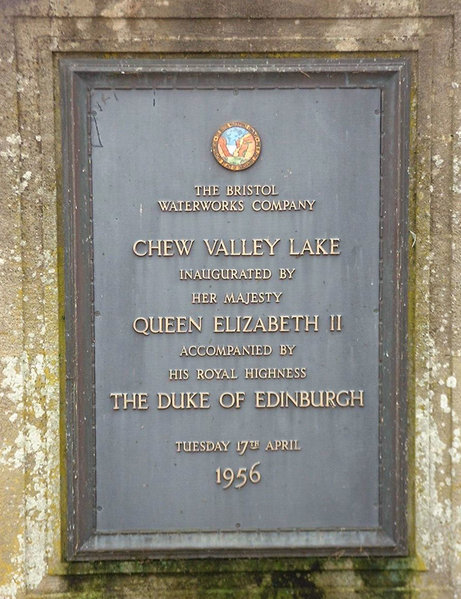
Placa descubierta por Isabel II en 1956

El área en el que actualmente se encuentra el lago fue una zona de granjas. Algunas de ellas tuvieron que ser derruidas antes de la inundación de la zona. Debido a esto, en épocas de sequía cuando el nivel del lago baja mucho se pueden observar las antiguas carreteras y restos de edificaciones. Antes de la inundación de la zona, entre 1953 y 1955, se llevaron a cabo investigaciones arqueológicas, dirigidas por Philip Rahtz y Ernest Greenfield. En ellas se descubrieron pruebas que demuestran que la zona fue habitada en el paleolítico, mesolítico y neolítico (Edad de Piedra, edad de bronce, edad de hierro). Estos objetos, desde cuchillos de piedra, mazas, instrumentos de sílex, edificaciones y tumbas fueron trasladados al Museo de Bristol y a la Galería de Arte de la ciudad.
Las excavaciones también descubrieron restos de la época romana que indican actividad industrial y agricultura entre los siglos III y I antes de Cristo. También se descubrió una villa romana con inscripciones en madera. Estas tablas fueron enviadas al Museo Británico aunque el resto de objetos romanos fueron trasladados al Museo de Bristol.
La actividad más importante de la zona durante la Edad Media era la agricultura, para la cual se obtenía agua del río Chew a través de cuatro molinos. El molino de Stratford fue desmontado y reubicado en los terrenos del Castillo Blaise, hoy museo. Moreton era la localidad más grande de la zona, que se mantuvo habitada hasta la creación del lago. También se han encontrado restos de ladrillos de caliza que eran utilizados para la construcción de iglesias. La agricultura y ganadería de cerdos se mantuvieron hasta la inundación de la zona. En los huertos destacaban las manzanas, peras y ciruelas.

### La Reserva
Los planes para crear la reserva son anteriores a la II Guerra Mundial. En 1939 se creó una ley, a instancia de la Bristol Waterworks Company. Siguiendo estos planes, se compraron varias granjas cuyos antiguos dueños siguieron manteniendo hasta el inicio de las obras. Las granjas y huertas que seguían estando bajo propiedad privada fueron expropiadas. En 1949 se adjudicó la construcción del lago a la compañía A.E. Farr & Co., que empleó a 300 trabajadores. El dique principal se estabilizó en un primer momento inyectando hormigón en las grietas de los cimientos. Las paredes del dique se crearon con una mezcla de arcilla y arena. Isabel II inauguró el lago acompañada por su marido Felipe. Ese día, 17 de abril de 1956, la reina descubrió una placa que puede ser vista en el dique. No obstante, el lago no terminó de llenarse hasta 1958.
El 10 de julio de 1968 se produjo una fuerte tormenta que provocó que el lago obtuviera 2,140,000 m³ más de agua aumentando su 480 mm en menos de 12 horas. Esto provocó la alarma de la policía de la ciudad ya que se creía que el dique no iba a aguantar. Debido a esto, se evacuó las poblaciones más cercanas.

## Ecología

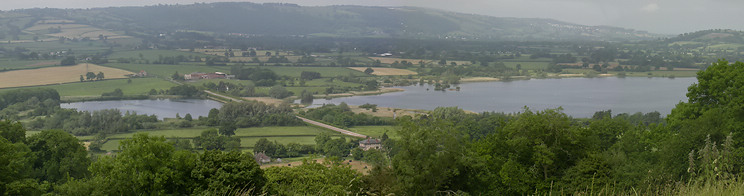
Vista del lago mostrando el puente Herriot

El lago es una Zona de Interés Científico Especial (Referencia: 1001346) y un Área de Protección Especial (Código: UK9010041) debido a la gran variedad de especies y hábitats de la zona. El lago, junto con las Mendip Hills se encuentra dentro de un Área de Gran Belleza (AONB).
El lago presenta una alta tasa de sedimentación, con respecto a otras reservas similares, siendo en esta regió de 100–150 t.km-2.yr-1.

### Geología
Las rocas sedimentarias y la arenisca predominan en la zona. También aparecen depósitos aluviales traídos por el río Chew.

### Aves
En el lago se han contabilizado más de 260 especies de aves, siendo el tercer refugio invernal de aves en importancia de Gran Bretaña. Desde finales de julio a febrero, se pueden contabilizar más de 4000 anátidas de 12 especies diferentes. En 1964 se hizo el primer recuento de aves de la zona, toda la información se encuentra disponible en la Estación Chew Valley Ringin Station.
Sin embargo, la época en la que se registran más aves en el lago es durante la primavera y el otoño, por ser la época de las grandes migraciones. Entre las especies que visitan la zona se encuentra la golondrina y la avefría. También destacan las colonias de zambullidores y gaviotas.

### Peces
A finales de verano se concentran en el lago grandes bancos de percas y truchas.

### Insectos
Los insectos son los seres vivos más abundantes del lago. Entre ellos destacan el mosquito, Trichopteras, caracoles, libélulas, libélulas rojas y las polillas.

### Vegetación

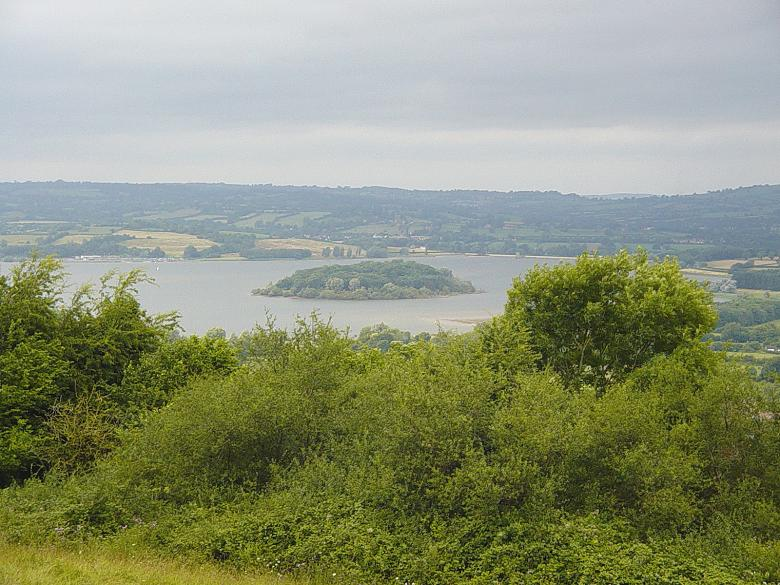
Vista del lago y la Isla Denny

El lago está rodeado de extensos bosques y praderas.

## Uso Recreativo
El lago es usado para una gran variedad de usos recreativos. 

### Avistamiento de Aves

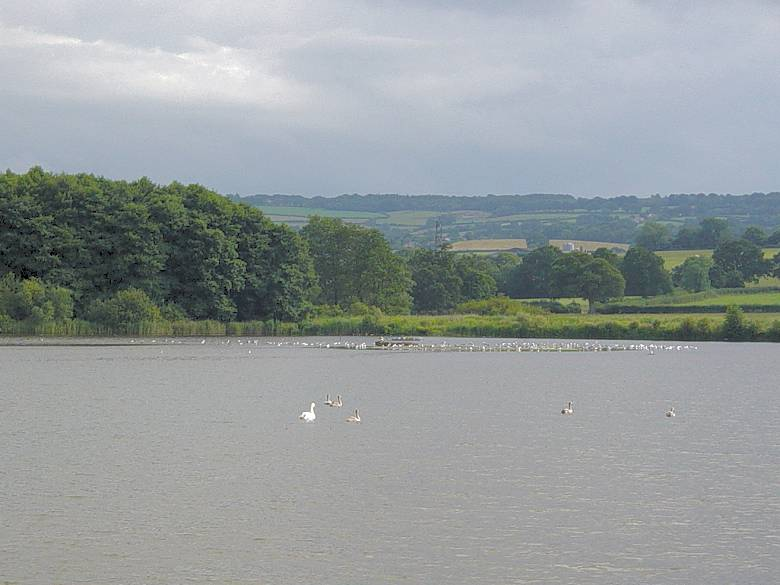
Aves en el Lago

Durante 2006/2006 la compañía Bristol Water comenzó la construcción de dos islas artificiales para proveer a lago de zonas de anidamiento seguro. 
Para observar a las aves y entrar en las reservas, es necesario ser miembro de una asociación de ornitólogos o naturalista reconocida por Bristol Water. Los permisos se obtienen en el Refigio Woodford y en ellos se incluyen las condiciones que impone la propietaria del lago. 

### Navegación a Vela
El Lago posee un gran área para de 3 km de largo para navegar a vela.
El lago está dividido en dos zonas: una zona restringida en verano reservada para la pesca durante la temporada que va desde marzo a octubre, y un área que puede ser usada para navegar durante todo el año. Las zonas acondicionadas para la navegación están señalizadas a través de bollas y elementos hinchables en caso de que se celebre alguna competición. 
Existen cinco corredores para navegar. Dentro de las facilidades que ofrece el club se encuentran vestuarios, duchas, bares, cafeterías y una terraza mirador. El club también posee accesos para personas discapacitadas.
El club está abierto para los miembros los miércoles y los domingos que se celebra competición. Se ofrecen varios cursos de vela, incluyendo entrenamientos de carreras. 
Al ser un club privado, es necesario ponerse en contacto con él antes de preparar la visita. 

### Pesca
Los granes bancos de peces prometen una gran jornada de pesca. No obstante hay que cumplir una serie de restricciones impuestas por Bristol Water como la prohibición de pecar desde el dique, en el club de vela, en frente de las zonas de pícnic y en las reservas para aves. Existen 32 barcos a disposición de aquellos visitantes que los quieran alquilar para pescar.